# Гергешть (Васлуй)
Гергешть, Гергешті (рум. Gherghești) — село у повіті Васлуй в Румунії. Адміністративний центр комуни Гергешть.
Село розташоване на відстані 254 км на північний схід від Бухареста, 22 км на південний захід від Васлуя, 74 км на південь від Ясс, 124 км на північ від Галаца.

## Населення
За даними перепису населення 2002 року у селі проживали 1085 осіб, усі — румуни. Усі жителі села рідною мовою назвали румунську.